# Boris Khaikin
Boris Emmanuilovich Khaykin (em russo:  Борис Эммануилович Хайкин; 26 de outubro de 1904 - 10 de maio de 1978) foi um maestro russo judeu que foi nomeado Artista do Povo da União Soviética em 1972.
Boris nasceu em Minsk, então parte da União Soviética (e hoje a capital da Bielorrússia). Ele estudou no Conservatório de Moscou, com Nikolai Malko e Saradzhev Konstantin. Ele foi diretor artístico da Ópera de Leningrado  no período 1936-1943 e maestro principal no Teatro Kirov em 1944 até 1953, onde dirigiu a estreia da ópera Betrothal in a Monastery de Serguei Prokofiev em 3 de novembro de 1946. Ele se mudou para o Teatro Bolshoi, em 1954.
Ele é conhecido por suas duas gravações de Khovanshchina, uma edição de 1946, com Mark Reizen, e mais tarde uma versão 1972, com Irina Arkhipova. Seu registro de uma pouco conhecida sinfonia de Rimsky-Korsakov recebeu boas notas e aclamaçoes. Khaikin também registrou diversas óperas e balés de Tchaikovsky,  bem como obras de Mikhail Glinka. Morreu em Moscou.